# مجلد (حوسبة)

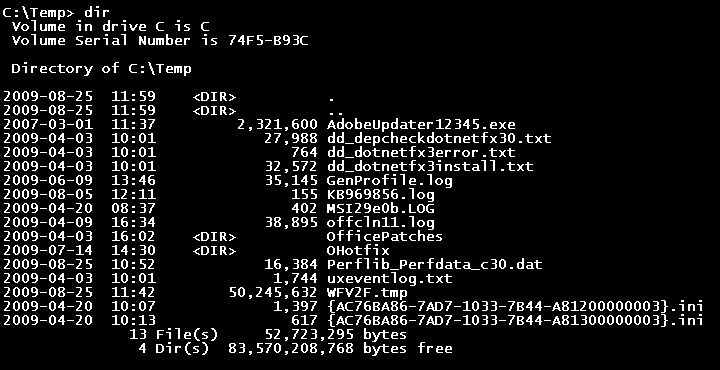
لقطة لموجه اوامر ويندوز يعرض أسماء الملفات في دليل

الدليل  (بالإنجليزية: directory) أو المجلد أو المُصنَّف (بالإنجليزية: Folder) تعني في أنظمة الحاسوب حاوية افتراضية ضمن نظام الملفات الرقمي، والذي يمكن أن يضم ملفات وأدلة بمجلدات أخرى ينظمها. (المجلد يمكن أن يضم ملفات أو أدلة\مجلدات). ويمكن عنونة وتمييز الملفات والمجلدات ضمن بنية الأدلة بمسارها مثل "/srv/sharedfiles/".
يمكن لنظام الملفات الاحتفاظ بآلاف (أو حتى مئات الآلاف) من المجلدات. يتم الاحتفاظ بتنظيم الملفات عن طريق تخزين الملفات ذات الصلة تحت ذات الدليل\المجلد. ويسمى المجلد الموجود داخل مجلد آخر؛ مجلد فرعي بدليل فرعي. وتنتظم الملفات ببنية هرمية\شجرية.